# 長沼駅 (静岡県)
長沼駅（ながぬまえき）は、静岡県静岡市葵区長沼一丁目にある静岡鉄道静岡清水線の駅。駅番号はS06。

## 歴史
- 1908年（明治41年）12月9日 - 開業
- 1953年（昭和28年）8月 - 長沼駅構内に車両基地（車両工場）完成（鷹匠町から移転）[1]

## 駅構造

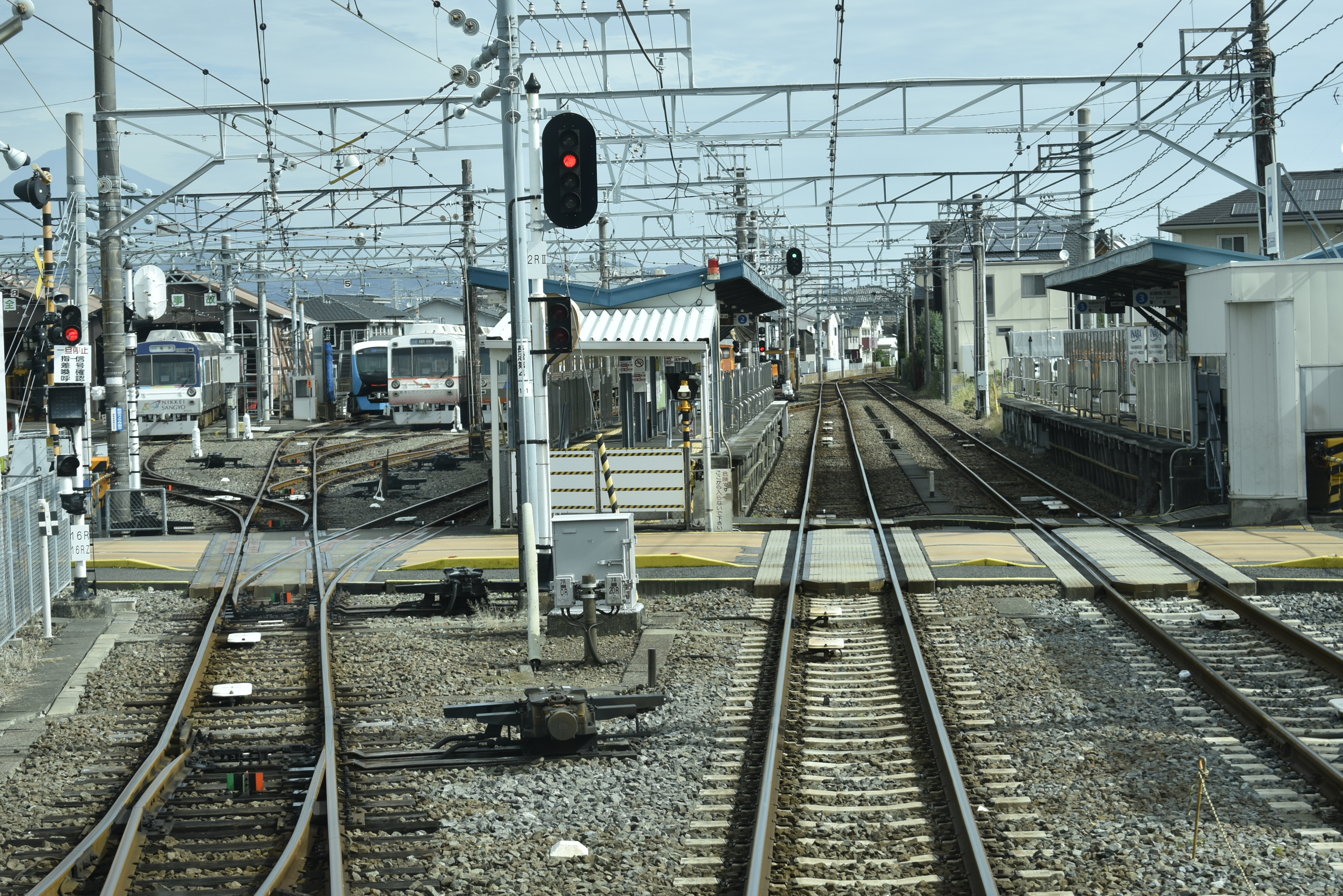
駅構内（2020年10月）

島式ホーム1面2線と単式ホーム1面1線の計2面3線を有する地上駅。駅の北側には長沼工場の検車庫と留置線が広がる。長沼車庫からの上り方（新静岡方）への渡り線及び構内入換用の引き上げ線がある。入出庫を兼ねた当駅を発着する区間系統も設定されている。
例年行われる「しずてつ電車まつり」は、当駅と長沼車庫が会場となる。

### のりば
| 乗り場 | 路線        | 方向 | 行先       |
| ------ | ----------- | ---- | ---------- |
| 1・2   | ●静岡清水線 | 下り | 新清水方面 |
| 3      | ●静岡清水線 | 上り | 新静岡方面 |

1番線は主に車両の停泊及び、当駅始発の区間運転に使用されている。当駅で乗り継ぎになる場合、1番線に入線した車両の乗客を、2番線に待機していた車両に移動させる場合がある。また1番線に普通列車を待避させ、2番線を通過する急行が追い抜きを行うことも可能であり、この運用は2011年12月10日 - 2012年1月9日の土・日・祝日に臨時急行が運転された際、初めて実施された。

### 長沼車庫

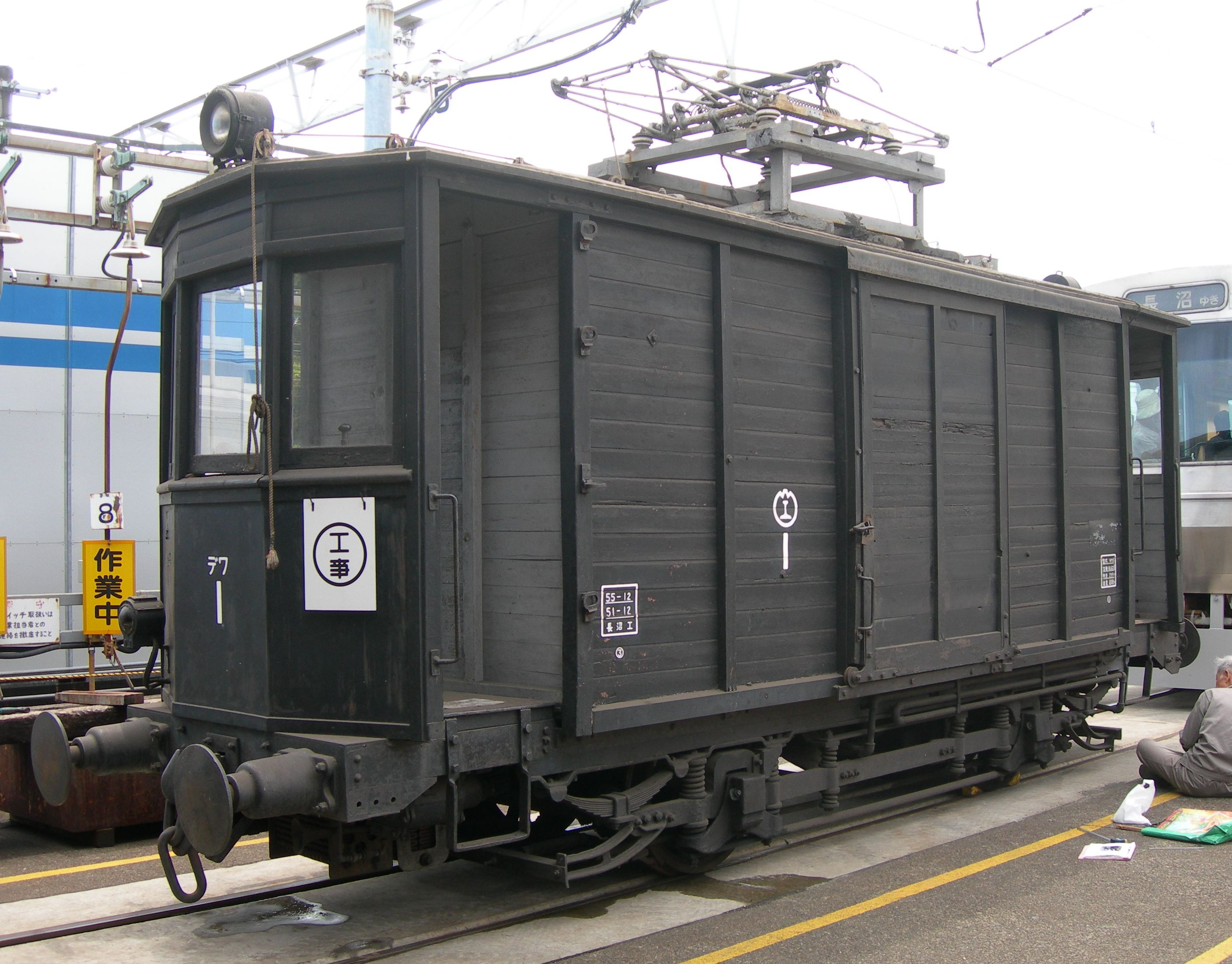
車庫内の保存車両

長沼駅の北側に鉄道運転所を隣接している。現在は「長沼車庫」と称されるが、自社で車両を製造していた頃は「長沼工場」と呼ばれていた。
戦時中に鷹匠町車庫が手狭になり、湿地帯で稲作にむかず蓮田となっていた長沼駅北側を苦労しながら埋め立てて車両基地を建設した。戦後、藤相線と中遠線の連絡線（全通により駿遠線となる）の用地として払い下げを受けた陸軍遠江射場に建つ木造の大砲格納庫を車庫として移築して整備を進めた。
長沼工場では、静岡清水線の木造車を鋼体化（半鋼製車）、静岡市内線と清水市内線の二軸単車をボギー車化（車体延長）する改造が行われたほか、1958年から1968年にかけて21形・クモハ100形・300形・クモハ350形が製造された。
車庫内には1926年（大正15年）製の電動貨車デワ1が保管されており、イベント時に公開される。かつては、入換車としても活躍したクモハ20も留置されていたが、老朽化により2007年に解体された。構内には無蓋車ト1形ト2号が保存されている。
このほか、1997年（平成9年）に東急電鉄から購入した松山重車輌工業製のDMC1042 14t軌道モーターカー（型式 MR765）と6003-6006三転ダンプトロリー（型式 DT463）の保線車両5両が留置されている。
1981年（昭和56年）8月に「静鉄電車教室」を開催して以降、長沼車庫でイベントを行うようになり、1996年（平成8年）から「しずてつ電車まつり」を毎年夏に開催している。また、近隣のグランシップで毎年5月に開催されるトレインフェスタと連動して車庫を公開している。

## 利用状況
「静岡市統計書」によれば、2023年度の一日平均乗車人員は1,169人、降車人員は1,1,02人であった。この乗降人員数は静岡清水線全15駅中10番目である。なお、同統計によれば、近年の乗降人員は以下の通りである。
| 年度               | 1日平均乗降人員 | 1日平均乗降人員 | 1日平均乗降人員 |
| 年度               | 乗車人員        | 降車人員        | 合計            |
| ------------------ | --------------- | --------------- | --------------- |
| 2002年（平成14年） | 495             | 662             | 1,157           |
| 2003年（平成15年） | 590             | 716             | 1,306           |
| 2004年（平成16年） | 627             | 746             | 1,373           |
| 2005年（平成17年） | 802             | 752             | 1,554           |
| 2006年（平成18年） | 669             | 762             | 1,431           |
| 2007年（平成19年） | 686             | 783             | 1,469           |
| 2008年（平成20年） | 1,033           | 997             | 2,030           |
| 2009年（平成21年） | 987             | 938             | 1,925           |
| 2010年（平成22年） | 901             | 750             | 1,651           |
| 2011年（平成23年） | 892             | 793             | 1,685           |
| 2012年（平成24年） | 934             | 847             | 1,781           |
| 2013年（平成25年） | 1,025           | 905             | 1,930           |
| 2014年（平成26年） | 1,104           | 993             | 2,097           |
| 2015年（平成27年） | 1,178           | 1,053           | 2,231           |
| 2016年（平成28年） | 1,227           | 1,107           | 2,334           |
| 2017年（平成29年） | 1,250           | 1,146           | 2,396           |
| 2018年（平成30年） | 1,304           | 1,194           | 2,498           |
| 2019年（令和元年） | 1,312           | 1,221           | 2,533           |
| 2020年（令和02年） | 972             | 926             | 1,898           |
| 2021年（令和03年） | 1,004           | 951             | 1,955           |
| 2022年（令和04年） | 1,094           | 1,028           | 2,122           |
| 2023年（令和05年） | 1,169           | 1,102           | 2,271           |

## 駅周辺
かつては付近に日東紡静岡工場があった。跡地はバンダイホビーセンターや静岡県立科学技術高等学校となっている。
- 東静岡駅 - JR東海東海道本線（徒歩約7分）
- 愛宕霊園 - 静岡市営墓地、周辺には静岡大火後に旧寺町から移転させた寺院群がある。
- 溝口病院
- 静岡県コンベンションアーツセンター（グランシップ）
- MARK IS 静岡
- 愛宕山城跡

## 隣の駅
静岡鉄道
S 静岡清水線
■急行・■通勤急行
通過
■普通
柚木駅 (S05) - 長沼駅 (S06) - 古庄駅 (S07)